# Ханде Баладин
Ханде Баладин (тур. Hande Baladın; Кутахја, 1. септембар 1997) турска је одбојкашица и репрезентативка.

## Спортска каријера

### Клуб
Игра на позицији примача, иако је на почетку одбојкашке каријере играла на позицији средњег блокера. У сезони 2014/15, била је на позајмици Саријер Беледијеспору заједно са још четири играчице из омладинског тима Еџзаџибаши Витра. Са Еџзаџибашијем је освојила прво место на Светском клупском првенству за одбојкашице 2016. године.

### Репрезентација
У јулу 2011. позвана је у омладинску репрезентацију Турске. Играла је на Балканском првенству 2011. одржаном у Тирани, на којем су заузеле четврто место.
Баладин је са репрезентацијом освојила бронзану медаљу на Европском првенству у одбојци за девојчице 2013. одржаном у Србији и Црној Гори од 30. марта до 7. априла 2013. године. Изабрана је за најбољег блокера првенства.
Са сениорском репрезентацијом је освојила неколико медаља на Европским првенствима, сребро 2019 и бронзане медаље 2017 и 2021. Била је учесница Олимпијских игара 2022. у Токију кад је Турска заузела пето место.

## Успеси

#### Клуб
- ФИВБ Светско клупско првенство: 2016.
- ЦЕВ куп: 2018.
- Освајач Суперкупа Турске: 2019, 2020.

#### Репрезентација
- Европско првенство: 1. место 2023, 2. место 2019, 3. место 2017 и 2021.